# フィール宇奈月
フィール宇奈月（フィールうなづき）は、富山県黒部市の宇奈月温泉にあるホテルである。

## 概要
宇奈月温泉で唯一の1泊朝食型ホテルで、源泉かけ流しの展望浴場は24時間利用可能である。冬季期間（1月 - 3月）は土曜日のみの営業となる。
1965年に開業し、2003年に廃業した温泉街入り口のホテル『蝶仙閣』を買収して改装し、北日本タスクにより2004年6月10日に開業した。
その後、宿泊客の利便性などを考慮し、黒部峡谷鉄道宇奈月駅に近い地方職員共済保養施設黒部荘（利用者減少などのため2006年10月で営業終了）を購入し、2007年4月19日に移転オープンした。鉄筋コンクリート造り8階建ての建物である。
2022年4月21日、大浴場、露天風呂やロビーホール等の改修工事が完了した（着工は2021年夏）。改修はiidea建築設計室一級建築士事務所が担当し、観光庁、富山県、黒部市の補助を受けて実施された。